# Пескожилы (семейство насекомых)
Пескожилы (лат. Glaresidae) — семейство скарабеоидных жуков, в составе которого один современный род и три вымерших. В составе рода Glaresis около 50 видов, распространённых на всех континентах кроме Австралии. Пескожилы населяют засушливые и песчаные местности. Мелкие жуки — светло-коричневого или тёмно-коричневого окраса. Личинки не описаны; биология жуков неизвестна.

## Морфология
Длина тела имаго — 2,5—6 мм. Тело овальное, выпуклое, дорсальная сторона в густых, коротких щетинках. Голова загнутая вниз. Усики 10-сегментные с трёхчлениковой булавой.

## Палеонтология
В ископаемом состоянии пескожилы известны, начиная с мезозоя. Бесспорные находки семейства происходят из раннего мела Китая и российского Забайкалья. Ныне живущий род Glaresis отмечен в меловом бирманском янтаре.